# Paint It Blue
Paint It Blue är ett musikalbum av Nils Landgren & Funk Unit. Skivan gavs ut 1996 av ACT och på skivan medverkar även Brecker Brothers-bröderna: Michael Brecker på tenorsaxofon och Randy Brecker på trumpet och flygelhorn.

## Låtlista
1. Walk Tall (Joe Zawinul) – 5:17
2. You Dig (Nils Landgren, Henrik Janson, Magnum Coltrane Price) – 6:13
3. Why Am I Treated So Bad (Roebuck Staples) – 5:24
4. Brother Nat (Nils Landgren) – 4:18
5. Inside Straight (Nat Adderley) – 3:55
6. Cannonball (Nils Landgren, Esbjörn Svensson) – 6:08
7. Mercy, Mercy, Mercy (Joe Zawinul) – 4:16
8. Mother Fonk (Nils Landgren) – 4:16
9. Primitivo (Cannonball Adderley) – 7:06
10. After the Party (Nils Landgren) – 4:53
11. Love All, Serve All (Nils Landgren, Magnum Coltrane Price) – 4:08
12. Julian (Nils Landgren) – 5:49

## Medverkande
- The Funk Unit:
  - Nils Landgren – trombon, trumpet
  - Per "Ruskträsk" Johansson – saxofon
  - Henrik Janson – gitarr
  - Esbjörn Svensson – keyboard
  - Magnum Coltrane Price – sång, synthesizer
  - Lars Danielsson – elbas
- Bernard Purdie – trummor (2)
- Michael Brecker – tenorsaxofon (2)
- Randy Brecker – trumpet & flygelhorn (2, 5)
- Airto Moreira – percussion (6, 8, 9, 11)
- Till Brönner – trumpet (9)
- Marcio Doctor – percussion
- Steffen Schorn – basklarinett